# Myrmopopaea jacobsoni
Myrmopopaea jacobsoni is een spinnensoort in de taxonomische indeling van de Dwergcelspinnen (Oonopidae).
Het dier behoort tot het geslacht Myrmopopaea. De wetenschappelijke naam van de soort werd voor het eerst geldig gepubliceerd in 1933 door Reimoser.